# Bursa Uludağ BK
Il Bursa Uludağ Basketbol Kulübü è una squadra di pallacanestro femminile con sede a Bursa, in Turchia.
Si è formata nel 2022, ereditando i diritti del Bursa Büyükşehir Belediyespor.